# Őrség

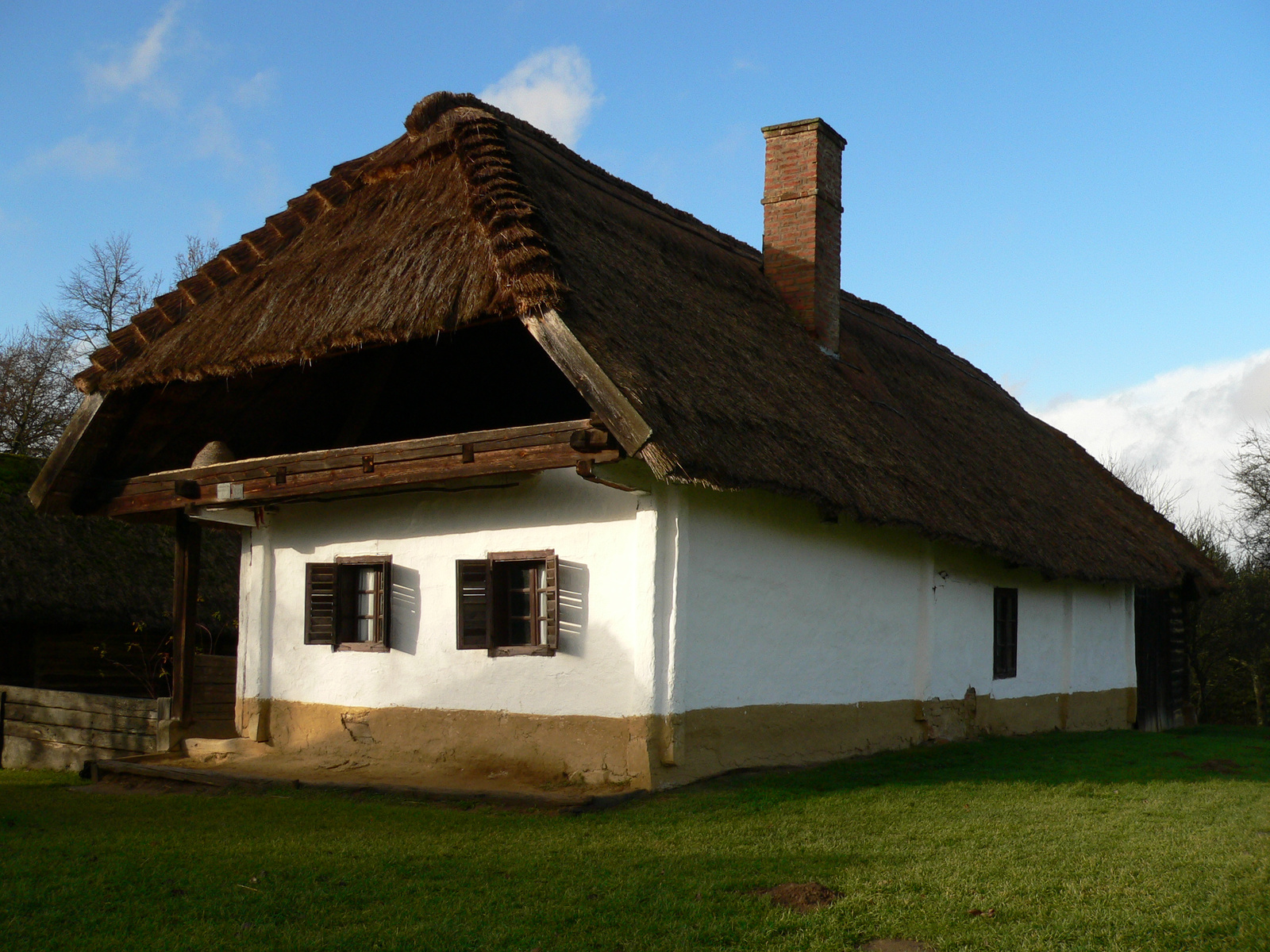
A pityerszeri skanzen egyik lakóépülete, 12934. számú műemlék

Az Őrség zömében Nyugat-Magyarországon, kisebb részben a szlovéniai Muravidéken található történeti és néprajzi tájegység. Nevét onnan kapta, hogy a honfoglaló magyarok őrállókat telepítettek ide az ország nyugati kapujának védelmére. A vidéket gyakran összetévesztik a Vendvidékkel, az ottani szlovén településeket „őrségi szlovén falvakként” emlegetve, valójában azonban ezek mind néprajzilag, mind etnikailag nagyon különbözőek.

## Földrajzi helyzete
Természeti kincsekben, a történelmi múltat idéző értékekben, kulturális és szakrális látnivalókban gazdag tájegysége hazánknak. Vas vármegye délnyugati szegletében találjuk meg e tájat, ahová a honfoglaló magyarok a nyugati kapu védelmére őrállókat telepítettek, akik a magaslatokról figyelni tudták a határvonalat, akik munkájuk fejében különböző kiváltságokat kaptak, közvetlenül a király fennhatósága alá tartoztak. Innen a táj neve: Őrség.

### Domborzata
A földrajzi, illetve növényföldrajzi Őrség (Vasi-Hegyhát) határai nem azonosak a történelmi-néprajzi tájegység határával.
Erre a területre a hosszú, széles, lapos, alacsony, É–D-i tengelyű vízválasztó dombhátak jellemzőek, közöttük bővizű patakokkal, amelyek a tájegység északi részén a Rábába, déli részén a Zalába ömlenek. Az egyetlen viszonylag nagy, összefüggő kiemelt terület a Nádasd-Szőcei-fennsík. A terület dél és nyugat (az Alpok) felé is emelkedik egy kissé; legalacsonyabb pontja Pankasz közelében, a Zala völgyében 194 m.

## Földtan, talajtan
A dombok anyagát az Alpokban eredő, kisebb-nagyobb vízfolyások rakták le a földtörténet neogén időszakában. A dombhátakat az úgynevezett Rábán túli kavicstakaró védte meg a lepusztulástól, ám ahol az eróziónak sikerült a kavicsleplet átvágni, a völgyek mélyen bevágódtak az alatta rétegződő finomszemű ártéri üledékekbe.
A völgytalpakon holocén öntéstalajok alakultak ki; a dombokon a rosszul művelhető pszeudoglejes barna erdőtalaj az uralkodó.

## Éghajlata
Jellemzőbb rá az enyhébb nyár. Csapadékos, viszonylag hűvös, dealpin jellegű. Az Alpokhoz közeledve nő a páratartalom és csökken a középhőmérséklet, válik egyenletesebbé a csapadék eloszlása, ritkulnak a késő tavaszi és kora őszi fagyos napok. Az évi középhőmérséklet 9–10 °C; a hőingás kicsi, a napsütéses órák száma ugyancsak viszonylag kicsi. Az évi csapadékmennyiség 800–850 mm, és ennek nagyobbik része a vegetációs időszakban hullik le, gyakran heves zivatarokból. Emiatt a dombok lábánál a vízzáró agyagrétegek tetején sok forrás bukkan elő; a lapos völgytalpakon pedig gyakoriak a pangó vizek.

## Növényzete
Az Őrség és a Rába-völgy a nyugat-dunántúli flóravidék Castriferreicum flórajárásába tartozik. Nyugaton a kelet-alpi flóravidék stájer flórajárásával, keleten a Praenoricum flóravidék göcseji flórajárásával határos. A terület növényföldrajzi beosztása alapvetően Pócs Tamás munkásságának eredménye; a további kutatók közül kiemelendő Gáyer Gyula, Jávorka Sándor, Zsohár Gyula és Horvát Adolf Olivér.
A patakok mentén égerligetek, szórványosan égerlápok fordulnak elő, helyet adva a struccpáfránynak, az európai zergeboglárnak, különféle mohafajoknak, a kereklevelű harmatfűnek, a tőzegepernek, a vidrafűnek és még számos védett növénynek.
A láprétek növényei:
- réti kakukktorma
- mocsári gólyahír
- kék perje
- sárga sásliliom (sárgaliliom)
- csillagos nárcisz
- szibériai nőszirom
- kígyógyökerű keserűfű
- kenyérbél cickafark
- kornistárnics

A 19/20. század fordulóján az Őrség uralkodó erdőtársulása a bükkös volt.
A lomberdők és fenyvesek, a kaszálók és a láprétek, a patakvölgyek és a vizes élőhelyek gazdag állatvilágnak adnak otthont.

## Állatvilága
Az Őrség a közép-dunai faunakerület kisalföldi faunajárásához tartozik.
A Rábában, a Zalában és a mellékpatakokban mintegy 30 halfaj él. A sebes pisztráng, a sujtásos küsz (Alburnus bipunctatus), és egyedülálló ritkaságként a dunai ingola. Egyes patakok tiszta vizében elterjedt a folyami rák. A területen igen sok a kétéltű. Él itt:
- sárgahasú unka
- gyepi béka
- alpesi gőte

Az ugyancsak védett hüllők közül megtalálható:
- vízisikló
- erdei sikló
- rézsikló
- lábatlan gyík

A rovarok közül a szitakötők nemzetközi védelem alatt állnak.
Az énekes madarak közül figyelmet érdemel a sárgafejű és a tüzesfejű királyka, a keresztcsőrű, a süvöltő, a csíz és az erdei szürkebegy. A ragadozó madarak közül a darázsölyv a legjelentősebb. A templomtornyokban fészkel a fokozottan védett gyöngybagoly. A kisemlősök közül gyakori a csalitjáró pocok és a pirókegér. Az alkonyi órákban találkozhatunk menyéttel, hermelinnel nyesttel, nyuszttal és keleti sünnel is.
A vidék egyetlen, fokozottan védett emlőse a vidra (Lutra lutra). Él itt néhány borz (Meles meles) is. A vaddisznó, az őz, a szarvas és a róka általánosan elterjedt.

## Története

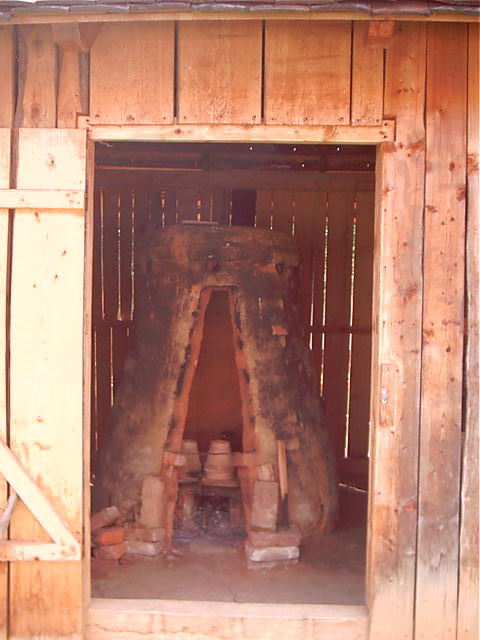
Kiégetetlen agyagok a fazekas kemencében

Története azzal kezdődik, hogy a honfoglaló magyarok a nyugati kapu védelmére őrállókat telepítettek. Innen ered a táj neve: Őrség. Az Árpádok korában az ismétlődő német betörések miatt a nyugati határvidéken különösen fontos volt a határőrizet. A határvédelem részeként a lakott központi területet széles biztonsági zóna övezte, amit gyepű előtti térségnek neveztek. A legkülső gyepűvonal Muraszombat (ma: Szlovénia) és Regede (ma: Bad Radkersburg (Ausztria) között húzódott. Az őrzők feladata volt a határőrizet mellett a vasérclelőhelyek és a só őrzése, a ló- és marhakereskedelem biztosítása, és a határmenti eseményekről is értesíteniük kellett a királyt (Szinetár et al.).
A szelíden hullámzó dombvidéken jellegzetes településszerkezet alakult ki. A néhány házból álló dombtetői településrészek a „szerek” , amelyek laza együttese alkotta az egyes településeket. Az itt élő emberek évszázadok alatt alakították ki, a táj mozaikos képét, apró parcellás gazdálkodásukkal, a tájba simuló épületeikkel. Megőrizve a természetet és fenntartva  annak változatosságát. Hagyományos építőanyaguk a fa. A boronaházas építésű házak a 19. században  váltották fel az oszlopokon nyugvó, kiugró tornáccal ellátott úgynevezett kódisállásos házak. A legszebbek Szalafőn és Pankaszon láthatók.
1286-ban IV. László nemesi kiváltságokat adott az őröknek nemzetségi és adományozó levéllel. A 18 őrségi falu vezetője volt a közigazgatásért és igazságszolgáltatásért felelős őrnagy, aki ezeket a teendőit a 12 esküdt segítségével a határőrszervezet felbomlása után is ellátta.
Az Őrség stratégiai szerepe jelentősen csökkent az Árpád-kor végén, a határvárak kiépítésével. 1392-ben a király gyakorlatilag elvette határőrök különleges szabadságjogait, és 1393-ban az Őrséget királyi adományként, örök birtoklásra a Sárai családnak adta. 1461-ben az Újlaki, 1524-ben pedig a Batthyány család tulajdonába került a terület és a szabadságjogokat már nem vették figyelembe. Bár e jogokat „papíron” I. Ferdinánd, majd I. Lipót is megerősítette (Szinetár et al.), a földbirtokosok katonai szolgáltatásra, adóra és robotra kötelezték az itt élőket. A 16. és 17. századokban a hazai adókon kívül a töröknek   is robottal tartozott. A korábbi szabadabb státusz maradékaként, külön őrnagy állhatott a németújvári uradalom szervezetében, aki bírói  és adóbeszedési jogokkal bírt.
A protestantizmus a 16. századtól terjedt. E kor jellegzetes emlékei a haranglábak; közülük a legrégebbi a pankaszi, amit 1755-ben építettek. A harangot védő sisakot zsindellyel fedték, a szoknyát pedig zsúppal.
1600 (Nagykanizsa eleste) után a térség majd' kilencven évre török uralom alá került. Visszahódítása után a Batthyány család a hadi kötelezettségek mellett teljes jobbágyszolgáltatást követelt meg az elszegényedett és megfogyatkozott lakosságtól.
A reformáció és az ellenreformáció idején a templomok többször gazdát cseréltek. Bajánsenye központjában 1819-ben épült az a templom, amelynek falán Nemesnépi Zakál György, az önálló egyházközség megteremtője, a térség első tudományos leírója emléktáblát kapott. Külön kiállítótermet kapott Pálóczi Horváth Ádám az „Őrség jótevője”. A trianoni békeszerződés az Őrséget kettévágta. Az érintettek közül egyedül a szomoróciak mertek lázadni a békediktátum ellen. Az összetartozó  néprajzi és tájtörténeti  értékeit - a jelentőségét lassan elvesztő - határ mindkét oldalán egyaránt jelen van.
Az „őrségi agyag” megmunkálói az egykori fazekasok voltak. Munkáikat a magyarszombatfai Fazekasház, a veleméri Sindümúzeum és az őriszentpéteri Szikszai Edit gyűjtemény őrzi. Legnevesebb utódaik ma is Magyarszombatfa és Gödörháza környékén élnek.

## Építészete, települései

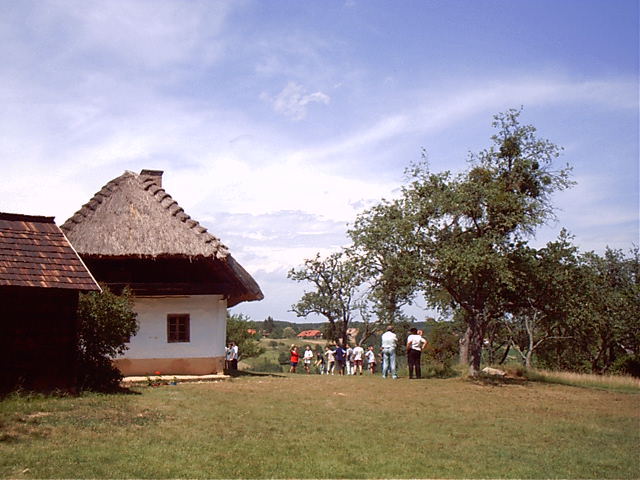
Őrségi skanzen Pityerszeren.

A honfoglalás után Vér-Bulcsú telepített ide gyepűőrzőket és a későbbi századokban is megmaradtak a határőrvidék lakosságának kiváltságai. Az őrségi falvak füzéresen helyezkednek el. Egy-egy kisebb házcsoport lazán vagy egyáltalán nem kapcsolódik következőhöz. A szeres településszerkezet jellemző; az elszigeteltség, rossz megközelíthetőség segítette a védelmet. Egy-egy szer csak néhány házból, ezek gazdasági épületeiből és udvaraiból áll, jellemzően a dombtetőkön, erdőirtásokban. Neveiket eredetileg az ott élő családokról (pl. Baksaszer, Siskaszer), földrajzi helyzetükről (Keleti szer, Felsőszer), ritkábban valamilyen egyéb jellegzetességről (Templomszer) kapták. A kisebb községek 2–4, a nagyobbak 6–8 szerből álltak.
A házak hagyományos építőanyaga a 19. század közepéig a fa maradt. A házakat egymásra fektetett gerendákból építették úgy, hogy azokat a sarkokban keresztvéges vagy fecskefarkú csapolással illesztették egymáshoz. Ezeket a boronafalú házakat kívül-belül szalmatörekes sárral tapasztották, majd meszelték, illetve alul csak bekenték agyaggal vagy kormozott mésszel. A tetőt zsúppal (rozsszalmával) fedték. A házakat kisebb-nagyobb, úgynevezett belsőségi telkek vették körül, az elszórtan álló házak közé kiterjedt gyümölcsösöket ültettek, illetve réteket kaszáltak.
A hagyományos népi faépítészet legszebb példáit a Szalafőhöz tartozó Pityerszeri Falumúzeumban mutatják be. A 19. század közepe felé kezdték el tömegesen beépíteni a helyben található, jó minőségű agyagból égetett téglákat, a tetők fedésére pedig a cserepet. A téglaházak jellemző építészeti eleme a kiugró rövid előtornác, az ún. kódisállás, ahol a vándorok, „kódisok” húzódhattak meg éjszakára vagy az eső elől.
A helyiségeket (szoba, konyha, kamra, ólak) eleinte egy vonalban helyezték el. A társasági élet központja a konyha volt – kezdetben füstöskonyha kemencével és főzőpadkával. A füst csökkentésére alakították ki a mászókéményes tűzhelykombinátokat, amiket gyakran összekapcsoltak az ennek eredményeként úgyszintén a konyhából fűtött, szobai cserépkályhákkal.
Az L alaprajzú, ún. „hajlított ház”akban a gazdasági épületszárnyat (kamra, istálló, pajta) a lakóépület végében, arra merőlegesen helyezték el. A legjellemzőbb háztípus az ún. „kerített ház”, ahol az udvart a lakó- és a gazdasági épületek U alakzata fogja közre, a negyedik oldalt pedig kerítés zárja le. Ez nem magyar sajátosság, északabbra az osztrákoknál is megtalálható.
A porták legszembetűnőbb épületei a nagy, külön álló szénatároló pajták, köztük a falazott téglapilléreken álló, deszkázott falú lábaspajták. Az önálló kamraépület neve kástu.
A magyarországi őrségi falvak a következők:
Bajánsenye, Felsőjánosfa, Felsőmarác, Hegyhátszentjakab, Ispánk, Ivánc, Kercaszomor, Kerkáskápolna, Kisrákos, Kondorfa, Magyarszombatfa, Nagyrákos, Nemesnép, Őrimagyarósd, Őriszentpéter, Pankasz, Szaknyér, Szalafő, Szatta,  Szőce, Velemér, Viszák.
Szlovéniában található őrségi magyar települések északról délre:
Őrihodos, Kapornak, Domonkosfalva, Szerdahely, Pártosfalva, Kisfalu, Csekefalva és Szentlászló.

## Hagyományos gazdálkodása
A gyenge földek miatt a mezőgazdaságban hagyományosan a legeltetésre alapozott szarvasmarha-tenyésztés volt a meghatározó; a szántóföldi növénytermesztés jelentősége alárendelt. Almozásra az erdei avart használták.
Jelentős szerepet kapott továbbá a szálaló művelésre alapozott erdőgazdálkodás.
A szántók termőképességét a belsőségi telkeken rendszeres trágyázással, a szerek körüli gyűrűkben égetéses-irtásos módszerrel próbálták megőrizni. Ennek első szakaszában csökkenő hozamú földeket parlagoltatták, illetve legelőnek vagy kaszálónak használták, miközben hagyták azt lassan visszaerdősülni. Tíz–tizenöt év elteltével kiirtották a friss erdőt, és a fákat a helyszínen felégették, hogy hamujukkal trágyázzák a földet.
A talaj művelésének fő eszköze a Nyugat-Dunántúlra jellemző gerendelyes eke volt, amivel (a csapadékos időjáráshoz és a kötött talajhoz alkalmazkodva) bakhátre szántottak. AZ élelmiszernövények mellett leginkább lent (Linum sp.) termeltek, és azt házilagosan dolgozták fel. Kásanövénynek hajdinát (Fagopyrum esculentum) vetettek; az olajat tök (Cucurbita sp.) magjából ütötték.
Az 1800-as évektől megnőtt az intenzíven művelt, „belső” földek aránya. Az égetéses-irtásos művelés elvesztette jelentőségét, de a beerdősült külső földeken helyenként máig látni az egykori bakhátak nyomait.

## Látnivalók

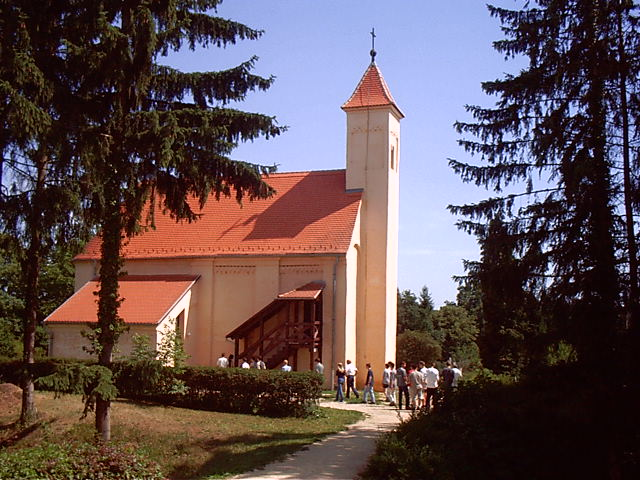
Az őriszentpéteri templom a 13. században épült

Az Őrség területén több kora középkori emlék található.
Templomok:
- Kercaszomori Szent Vencel-templom helye, Pusztatemető
- Szent Péter-templom, Őriszentpéter
- Veleméri román kori Szentháromság-templom Aquila János freskóival
- Bajánsenyei református templom Nemesnépi Zakál György emléktáblájával
- Szentgyörgyvölgyi református templom, a Nyugat-Dunántúl egyetlen festett fakazettás temploma
- Középkori Szent Márton templom, Domonkosfa

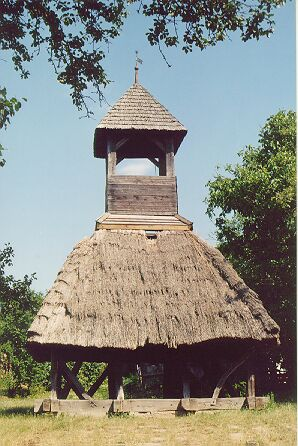
Pankaszi harangláb

Haranglábak:
- Harangláb, Pankasz (Pankaszi harangláb)
- Harangláb, Kercaszomor
- Gödörházi harangláb
- Nemesnépi harangláb

## Múzeumok, kiállítások
- Szikszai Edit gyűjtemény Őriszentpéteren: A régi gazdálkodás eszközeit  és a mindennapi élet tárgyait mutatja be.
- Szabadtéri néprajzi múzeum: Az Őrség egyik legfőbb látnivalója a Pityerszeri skanzen (Szalafőn), ahol legjobban tanulmányozható a településszerkezet.

Csörgőszeren (Szalafő egyik szerében) még hagyományos módszerrel sajtolják a tökmagolajat.
- Sindümúzeum, a magyar hieroglif írás és a népi jelkincs múzeuma.

A szlovéniai oldalon:
- Kapornaki tájház

### Hagyományos őrségi rendezvények

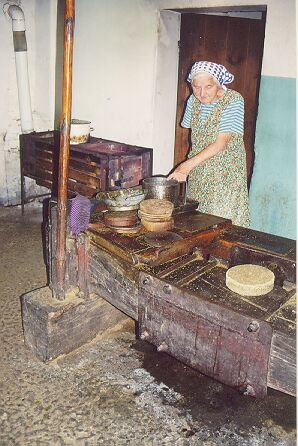
Tökmagsajtolás Csörgőszeren (Szalafő)

- Virágzás napjai

Több őrségi helyszínen zajló kulturális programsorozat a pünkösdi ünnepek környékén.
- Őrségi vásár

Több napos népművészeti és kézművesvásár kulturális és sport eseményekkel, koncertekkel, és kiállításokkal.
- Nemzetközi Fazekastalálkozó

Magyarszombatfán az őrségi kézművesek központjában kiállítás és vásár, a hazai és külföldi fazekasok munkáiból
Magyarszombatfai Fazekasnapok
- Völgyhídi vásár

A magyar-szlovén vasúti völgyhídról elnevezett Nagyrákoson megrendezendő  vásár. A több napos rendezvényeken kézműves és népművészeti alkotások cserélnek gazdát.
- Hétrétország - Szerek, porták fesztiválja

Kb. augusztus 10 - 20 között rendezik. Kulturális fesztivál, valamint lehetőséget nyújt őrségi művészek, kézművesek portájának látogatására.
- Őrségi Nemzetközi Tökfesztivál

Minden év október közepén kerül megrendezésre.

## Természeti értékei
- 2002. március 1-jén az Őrségi Tájvédelmi Körzetből létrehozták az Őrségi Nemzeti Parkot, amely az Őrség területén kívül a Vendvidéket is magába foglalja.
- Vadása-tó

### Monográfiák
- Beluszky Pál: Őrség, Vendvidék, Felső-Rába-völgy. Szentgotthárd és vidéke, Budapest-Pécs: Dialóg Campus 2005.
- Csiszár Károly: Az Őrség (Változó Világ 26., Budapest, 2000)
- Dömötör Sándor: Őrség, Budapest: Gondolat Kiadó, 1960
- Gyöngyössy Péter: "Gyántásország". Történeti adatok az őrségi erdők erdészeti és természetvédelmi értékeléséhez, Kerekerdő Alapítvány, Szombathely, 2008
- Kardos László: Az Őrség népi táplálkozása, (Budapest, 1943)
- Moldova György: Az Őrség panasza (Magvető könyvkiadó Budapest, 1987) 478. o. ISBN 963-14-1030-7
- Nemes-Népi Zakál György: Eőrséghnek leirása ugymint: annak természete, története, lakosai, ezeknek szokásai, nyelvszokása a' mellyeket öszve szedegetett 1818-dik esztendőben Nemes-Népi Zakál György, (szerk. Stefanich Péter), Fertő-Hanság Nemzeti Park Igazgatóság (2., bővített kiadás), Szignatúra, Szombathely, 2002
- Az Őrségi Nemzeti Park építészeti emlékei (szerk. Markovics Tibor, Márkus Rita, Szentendreyné Havas Márta), Őrségi Nemzeti Park Igazgatósága, Őriszentpéter, 2003
- Tóth János: Az Őrség népi építészete, Budapest, 1971
- Varga Géza: Mítoszok őre, Velemér, Barangolás az Őrség művészeti és történelmi emlékei között, Írástörténeti Kutatóintézet, Budapest, 1999, 2000

### Kisebb tanulmányok
- Békési Sándor: A táj elmúlásai, In: Liget (Irodalmi és ökológiai folyóirat), Budapest, 1/1999, 56–63 o.
- Békési Sándor: Zur Naturschutzproblematik der Wälder im Örség, In: Christian Holler (szerk.): Zum Stand der naturkundlichen Forschung im Südburgenland und im angrenzenden Ungarn,  Internationale Clusius Forschungsgesellschaft Güssing (Burgenländische Forschungen, 87), Eisenstadt, 2003, 62–66 o.
- Bödei János: Adatok Zalabaksa gyűjtögető gazdálkodásához, In: Néprajzi Értesítő, 1943
- Czugh Dezső: Magyarszombatfa és környéke fazekasságáról, In: Néprajzi Múzeum Értesítője, 1954
- Markovics Tibor: Die Aufgaben des Naturschutzes im Nationalpark Örség, In: Christian Holler (szerk.): Zum Stand der naturkundlichen Forschung im Südburgenland und im angrenzenden Ungarn, Internationale Clusius Forschungsgesellschaft Güssing (Burgenländische Forschungen, 87), Eisenstadt, 2003, 57–61 o.
- Stahl Ferenc: Az Őrség jogállása, In: Vasi Szemle, 1973
- Varga Géza: A 7500 éves szentgyörgyvölgyi tehénszobor
- Varga Géza: Őrségi jelkincs

### Weblapok
- Az Őrség új turisztikai portálja: szállások, programok, természet és kultúra (orseg.info)
- Őrség - képekben Tájak, emberek, rendezvények (orsegkepekben.hu)
- Az Őrség rövid ismertetője (fsz.bme.hu/mtsz)
- Kardos László: Az Őrség népi táplálkozása (OSZK)
- Varga Géza: Az Őrség (csinyalohaz.hu: látnivalók, túrák, kastélyok, tavak, termálstrandok, éttermek, fazekasok, települések, múzeumok, tanösvények, szállások)
- Az Őrség legbájosabb kis falvai (femina.hu)